# Украинский 15-й гусарский полк
15-й гусарский Украинский Её Императорского Высочества Великой Княгини Ксении Александровны полк — кавалерийская воинская часть Русской императорской армии.
Старшинство: 16.07.1891
Полковой праздник: 9 мая, день перенесения мощей св. Николая Чудотворца.
Дислокация: Серпец Плоцкой губ. (1903-1909), Влоцлавск Варшавской губ. (1913-1914).

## История
- 16.07.1891 г. — сформирован 48-й драгунский Украинский полк в составе шести эскадронов из эскадронов, выделенных по одному из драгунских полков: Бугского, Одесского, Чугуевского, Белгородского, Владимирского и Ямбургского — (Выс. пр. от 16.07. и 12.12.1891 г.).
- 25.07.1894 г. — 48-й драгунский Украинский Её Императорского Высочества Великой Княгини Ксении Александровны полк (Выс. пр.).
- 08.09.1897 г. — один эскадрон выделен на формирование 54-го драгунского Новомиргородского полка. Взамен образован новый эскадрон (Выс. пр. от 26.11.1897).
- 06.12.1907 г. — 15-й гусарский Украинский Её Императорского Высочества Великой Княгини Ксении Александровны полк (Выс. пр.).
- Полк отличился 12 февраля 1915 г. под Праснышем, проведя эффективную конную атаку[1].
- 15.07.1917 — Приказом Верховного Главнокомандующего № 634 включён в список ударных частей (частей смерти).

## Форма 1914 года
Общегусарская. Доломан, тулья, клапан — пальто, шинели — померанцевый, шлык, околыш, погоны, варварки, выпушка — светло-синий, металлический прибор — серебряный.

### Флюгер
Цвета: Верх — светло-синий, полоса — белый, низ — померанцевый.

## Знаки различия

### Oфицеры
| Описание                    | Знаки различия по состоянию на 1908-1917 гг. | Знаки различия по состоянию на 1908-1917 гг. | Знаки различия по состоянию на 1908-1917 гг. | Знаки различия по состоянию на 1908-1917 гг. | Знаки различия по состоянию на 1908-1917 гг. | Знаки различия по состоянию на 1908-1917 гг. |
| --------------------------- | -------------------------------------------- | -------------------------------------------- | -------------------------------------------- | -------------------------------------------- | -------------------------------------------- | -------------------------------------------- |
| Шнуры наплечные на доломане |                                              |                                              |                                              |                                              |                                              |                                              |
| Чин / звание                | Полковник                                    | Подполко́вник                                 | Ротмистр                                     | Штабс-ротмистр                               | Пору́чик                                      | Корнет                                       |
| Группа                      | Штаб-офицеры                                 | Штаб-офицеры                                 | Обер-офицеры                                 | Обер-офицеры                                 | Обер-офицеры                                 | Обер-офицеры                                 |

### Унтер-офицер и  Рядовые
| Описание                    | Знаки различия по состоянию на 1908-1917 г. | Знаки различия по состоянию на 1908-1917 г. | Знаки различия по состоянию на 1908-1917 г. | Знаки различия по состоянию на 1908-1917 г. | Знаки различия по состоянию на 1908-1917 г. | Знаки различия по состоянию на 1908-1917 г. |
| --------------------------- | ------------------------------------------- | ------------------------------------------- | ------------------------------------------- | ------------------------------------------- | ------------------------------------------- | ------------------------------------------- |
| Шнуры наплечные на доломане |                                             |                                             |                                             |                                             |                                             |                                             |
| Воинское звание             | Подпрапорщик                                | Вахмистр                                    | Старший Унтер-офицер                        | Младший Унтер-офицер                        | Ефрейтор                                    | Гусар                                       |
| Группа                      | Унтер-офицеры                               | Унтер-офицеры                               | Унтер-офицеры                               | Унтер-офицеры                               | Рядовые                                     | Рядовые                                     |

## Шефы полка
- 25.07.1894—04.03.1917 — великая княгиня Ксения Александровна

## Командиры полка
- 26.07.1891—21.05.1895 — полковник Челюсткин Н. А.
- 30.05.1895—07.05.1901 — полковник Корбут, Евгений Захарович
- 22.05.1901—14.06.1908 — полковник фон дер Лауниц Владимир Емельянович
- 29.07.1908—12.11.1911 — полковник Таубе Ф. Ю.
- 06.01.1912—25.03.1914 — полковник Верман, Фёдор-Александр-Эдуард-Адам Фёдорович
- 16.04.1914—18.05.1915 — полковник Махов, Михаил Михайлович
- 04.06.1915—14.04.1917 — полковник Сакс, Алексей Александрович
- 24.04.1917— ? — полковник Эвальд, Фёдор Фёдорович

## Другие части того же имени
- Украинский гусарский полк (с 26.02.1784 Украинский легкоконный) — создан 09.09.1775, расформирован 29.11.1796.
- Украинский драгунский полк — создан 18.09.1856, 14.05.1860 обращён на укомплектование Екатеринославского драгунского полка.
- Украинский уланский полк — сформирован в 1812 году как казачий, с 1816 уланский, расформирован в 1856 году.